# Hurbinek
Hurbinek (luogo di nascita sconosciuto, 1941? – Auschwitz, marzo 1945)
Hurbinek è stato un bambino, di nazionalità sconosciuta e figlio di genitori ignoti, quasi certamente nato nel campo di concentramento di Auschwitz da una madre verosimilmente deceduta poco dopo il parto. La peculiarità della sua esistenza lo ha reso un simbolo chiave della storia dell'Europa durante l'ultimo conflitto mondiale, al punto di diventare oggetto di libri, blog, spettacoli teatrali, o partiture di musica classica.
Hurbinek ha trascorso la sua vita interamente ad Auschwitz e ivi è morto all'età circa di tre anni poco dopo la liberazione del campo di concentramento. Della sua esistenza si ha notizia attraverso la testimonianza di Primo Levi, che di Hurbinek scrive sia ne La tregua che ne I sommersi e i salvati. Come racconta Levi, "quel curioso nome, Hurbinek, gli era stato assegnato da noi, forse da una delle donne, che aveva interpretato con quelle sillabe una delle voci inarticolate che il piccolo ogni tanto emetteva". Levi non poteva conoscere la marionetta Hurvínek, inventata dal marionettista ceco Josef Skupa per il suo teatro di marionette nel 1926 ed estremamente popolare nell'allora Cecoslovacchia: il nome Hurvínek ben si adattava al bambino magro e con gli occhi sporgenti, proprio come la marionetta. Solo con la traduzione in ceco di La Tregua nel 2000 ha messo in luce l'origine del nome ".   Di lui non esistono fotografie né altre testimonianze oltre a quella di Primo Levi, che lo descrive come un bambino di circa tre anni, "figlio della morte", che non sapeva parlare né poteva camminare avendo le gambe atrofiche. Assistito da alcuni prigionieri e in particolare da un giovane ungherese, Hurbinek avrebbe con insistenza proferito una sola misteriosa parola "mass-klo" o "matisklo", che non è stato possibile interpretare. 
Durante la sua breve esistenza, Hurbinek conobbe solo la realtà di Auschwitz, di cui portava tatuato il numero di immatricolazione, e dunque il suo intero orizzonte visivo e cognitivo non fu altro che le baracche e il filo spinato del campo e le continue violenze ivi perpetrate. Senza genitori, abbandonato al suo destino nel campo di concentramento, Hurbinek non ebbe alcuna relazione familiare o sociale al di là del rapporto con pochi detenuti. 
Tuttavia, Primo Levi ha insistito sulla straordinaria forza umana del bambino a esprimersi con lo sguardo, che suppliva alla sua incapacità di parlare: "La parola che gli mancava, e che nessuno si era curato di insegnargli, il bisogno della parola, premeva nel suo sguardo con urgenza esplosiva": era uno sguardo definito "selvaggio e umano ad un tempo, anzi maturo e giudice, che nessuno fra noi sapeva sostenere, tanto era carico di forza e di pena". 
La tragica peculiarità dell'esistenza di Hurbinek, ne ha fatto uno dei personaggi a suo modo fondamentali del Novecento europeo, su cui si sono interrogati in modo crescente filosofi, antropologi e artisti: una vita in quanto vittima, racchiusa esclusivamente nel luogo considerato in assoluto come il più estremo per violenza e disumanizzazione, privata di qualsiasi forma di educazione formale e di affetto familiare, e in una condizione di grave disabilità fisica. Eppure, questo minuscolo e sfortunato bambino ha dimostrato una straordinaria forza di volontà e una capacità di lotta per sopravvivere, quasi a riscatto della condizione esistenziale dei detenuti. Primo Levi ne riconosce l'eroismo e la determinazione a combattere "come un uomo, per conquistarsi l'entrata nel mondo degli uomini, da cui una potenza bestiale lo aveva bandito". Sfinito a seguito della sua prigionia, Hurbinek è morto poco più di un mese dopo l'arrivo delle truppe sovietiche ad Auschwitz, "libero ma non redento", come conclude Primo Levi.